# Maricopa (Formicidae)
Maricopa é um gênero de insetos, pertencente a família Formicidae.